# بين كيث
بين كيث (بالإنجليزية: Ben Keith)‏ هو منتج أسطوانات وعازف قيثارة وكاتب أغاني أمريكي، ولد في 6 مارس 1937 في بولينغ غرين في الولايات المتحدة، وتوفي في 26 يوليو 2010 في مقاطعة سان ماتيو في الولايات المتحدة بسبب نوبة قلبية.

## وصلات خارجية
- بين كيث على موقع ميوزك برينز (الإنجليزية)
- بين كيث على موقع أول ميوزيك (الإنجليزية)
- بين كيث على موقع ديسكوغز (الإنجليزية)